# Acronychia richards-beehleri
Acronychia richards-beehleri är en vinruteväxtart som beskrevs av H. Takeuchi. Acronychia richards-beehleri ingår i släktet Acronychia och familjen vinruteväxter. Inga underarter finns listade i Catalogue of Life.